# Кюсть-Кемда
Кюсть-Кемда́ — село в Каларском районе Забайкальского края России.

## География
Расположено в 8,5 км к северо-востоку от райцентра, села Чара, на юго-западном берегу озера Большой Люксюгун.

## История
Точное время основания села не установлено. Первые упоминания имеются в письмах П. А. Кропоткина в 1866 году. Названо по имени старика Кюсть-Кэмдэ, шамана. До середины XX века проживали эвенки и якуты. За годы своего существования село несколько раз меняло место. Небольшими имениями оно располагалось по разным уголкам горной гряды, находящейся под горами Кодар и Зарод.
В 1931—1932 гг. село временно являлось административным центром Каларского района в составе Витимо-Олёкминского национального округа. С началом коллективизации в 1931 году образован колхоз «Красный таёжник». В 1977 колхоз объединён с колхозом «Заря» (село Чапо-Олого) в совхоз «Чарский», но в 1994 году совхоз прекратил своё существование.
В селе работают библиотека, дом культуры.
В 2006—2020 гг. входило в сельское поселение «Чарское».

## Население
| 1989 | 2002 | 2010 | 2021 |
| ---- | ---- | ---- | ---- |
| 188  | ↗281 | ↘216 | ↘187 |